# Jim Norton (football américain)
Pour les articles homonymes, voir Jim Norton.
(en) Statistiques sur pro-football-reference
James Charles « Jim » Norton (20 octobre 1938 — 12 juin 2007) était un joueur professionnel de football américain.  Il évoluait dans l'équipe des Titans du Tennessee dans l'AFL, jouant comme Defensive back et punter pendant neuf saisons: 1960-68.  Norton était un AFL All-Star pendant quatre saisons et garde le record en carrière d'interceptions. Son numéro fut le premier retirer par les Titans du Tennessee.
Jim Norton est diplômé de Université d'État de Californie à Fullerton en 1956 et joua college football pour l'entraîneur Skip Stahley dans Université de l'Idaho.  Il est choisi par les Detroit Lions dans la Draft 1960 de la NFL (7e tour, 75e en tout) et il finit par rejoindre les Titans du Tennessee.
Et il intercepta seulement une passe dans sa première année, mais il allait devenir celui qui a le record d'interception en carrière de tous les temps. En 1961, la première saison qu'il commença, il intercepta neuf passes et fit des renvois avec une moyenne de 37,1 mètre. Dans un rude duel de défensif dans les AFL Championship Game, il aida Houston à battre les San Diego Chargers, 10-3, remportant leur deuxième championnat AFL en autant de saisons.
Dans le douzième match de la division Est de la saison AFL 1962, Norton s'occupa personnellement du quarterback Denver Broncos: Frank Tripucka. Il stoppa trois lancers des Denver Broncos avec des interceptions pour mener les Titans du Tennessee à la victoire (34-17), pour avoir la chance de remporter l'AFL pour la troisième fois consécutive. Mais après une double prolongation, il perdit le plus long match de la league 20-17 contre les Dallas Texans.
Comme defensive back, Jim Norton était un solide joueur avec le flair pour le football américain. Son jeu lui valut d'être appelé aux All-Star games du Football Américain en 1961, 1962, 1963, et 1967, quand il marqua le seul touchdown de 56 yards (51,3 m) de sa carrière après une interception. Son numéro 43 a été retiré par les Titans du Tennessee, pour le record de 45 interceptions en carrière, pour avoir fait 592 yards et un touchdown, et 519 punts.